# Samos (prefeitura)
Samos (ou ainda: Sámos, Samou; em grego: Σάμος) foi uma prefeitura da Grécia, localizada na região da Egeu Setentrional. Sua capital foi a cidade de Vathi, também conhecida como Samos.
A prefeitura consistia das ilhas de Samos, Ikaria e Fournoi Korseon.